# Якобс, Йохан
Йохан Якобс (нем. Johan Jacobs род. 1 марта 1997, Цюрих) — швейцарский профессиональный шоссейный велогонщик, выступающий c 2020 года за команду мирового тура «Movistar Team».

## Достижения

### Циклокрос
2013-2014
1-й  Чемпион Швейцарии (юниоры)
6-й Чемпионат мира (юниоры)
2014-2015
1-й  Чемпион Швейцарии (юниоры)
2015-2016
3-й  Чемпионат Швейцарии
2016-2017
1-й  Чемпион Швейцарии U23
2017-2018
2-й  Чемпионат Швейцарии U23

### Шоссе
2019
1-й — Этап 2 (КГ) Тур де л’Авенир
2-й Париж — Рубе U23
7-й Тур Фландрии U23
8-й Гран-при Сундвольдена